# St. Stephan (Mainz-Marienborn)

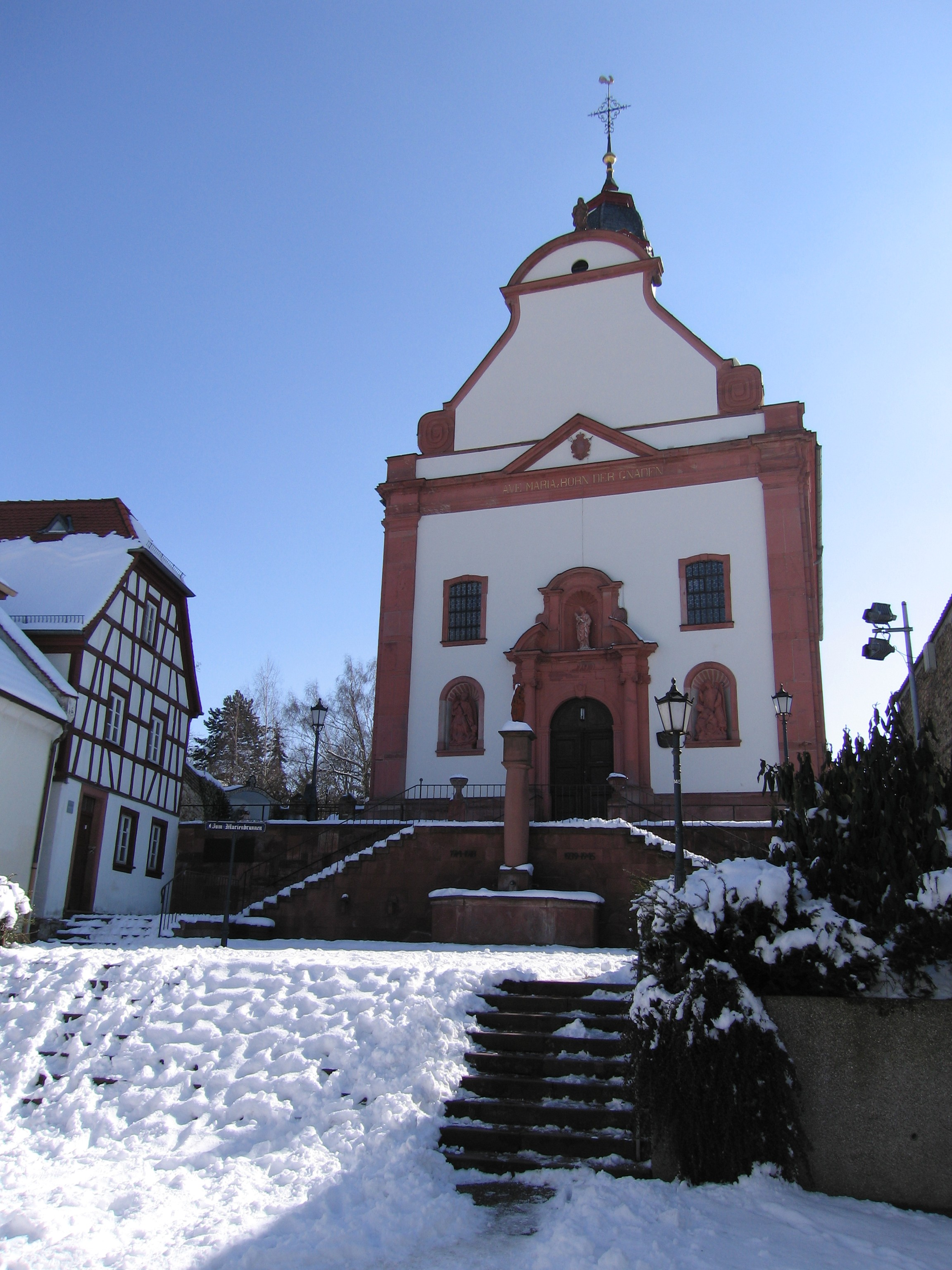
Katholische Pfarr- und Wallfahrtskirche St. Stephan (2006)

St. Stephan im Stadtteil Mainz-Marienborn ist eine katholische Pfarr- und Wallfahrtskirche. Sie ist in der Liste der Kulturdenkmäler in Mainz-Marienborn verzeichnet.
Die Kirche wurde von 1729 bis 1739 als barocker Saalbau mit dreiseitig geschlossenem Chor, Giebelfassade und Dachreiter erbaut. Sie ersetzte eine schon um 1000 dem Heiligen Stephanus geweihte Kapelle, die nach dem Dreißigjährigen Krieg baufällig geworden war. Der Dachreiter ist mit 1738 bezeichnet. Das Bauwerk befindet sich auf einer Anhöhe des Stadtteils und ist dadurch ortsbildprägend errichtet.
Zusammen mit den im Nachbarstadtteil Mainz-Bretzenheim liegenden Kirchen St. Bernhard, St. Georg und St. Achatius ist sie eines von vier Gotteshäusern der Pfarrgruppe Zaybachtal.

## Ausstattung
Zur reichhaltigen Ausstattung zählt ein pompöser triumphtorartiger Hochaltar des Mainzer Hofschreiners Franz Anton Hermann aus dem Jahr 1748 mit Figuren von Peter Heinrich Hencke. Das Gnadenbild in seiner Mitte zeigt eine kleine um 1420 geschaffene Muttergottes, die im 17. Jahrhundert überarbeitet wurde. Die Kanzel (1748) sowie die Kommunionbank (1759/1760) sind ebenfalls das Werk Franz Anton Hermanns.
Die beiden Seitenaltäre sind wahrscheinlich nach Entwürfen von Johann Peter Jäger zwischen 1768 und 1770 entstanden und 1881 aus Gernsheim hier her gebracht worden. Die  Brüstung der zweigeschossigen Westempore ist mit bäuerlichen Malereien mit Szenen aus dem Leben Jesu und musizierenden Engeln versehen. Unter den Bildwerken sind hervorzuheben: 
- Heilige Anna selbdritt, erste Hälfte des 14. Jahrhunderts
- Heilige Bilhildis von Altmünster, um 1700, spätgotischer Typ
- Heilige Maria Magdalena, Mitte 18. Jahrhunderts

Ihre Originalfassung ist freigelegt und zum Teil ergänzt. Im Kirchenschatz befinden sich eine Monstranz von Emanuel Drentwett aus Augsburg aus der Zeit um 1755–57, ein Ziborium von Johannes Ledent aus Mainz von 1708 sowie ein hübsch gravierter Johannisweinbecher von Jeremias Zobel aus Frankfurt, um 1725.
Der Orgelprospekt aus der Mitte des 18. Jahrhunderts ist das Werk von Laurentius Ripple von 1817.

## Kirchhof
Auf dem Kirchhof befindet sich eine Lourdes-Kapelle und die „Sieben Schmerzen“ welche im Jugendstil ausgeführt sind.

## Wallfahrt
Hauptwallfahrtstag ist das Fest Mariä Heimsuchung, das Festamt findet stets am darauf folgenden Sonntag statt.